# Championnat du monde féminin de cyclisme contre-la-montre
Le championnat du monde féminin de cyclisme contre-la-montre est organisé tous les ans depuis 1994 par l'UCI.

## Histoire
Le record de victoires est détenu par la française Jeannie Longo avec quatre titres de championne du monde du contre-la-montre dont trois remportés consécutivement.

## Podiums des championnats du monde contre-la-montre
| Édition | Or                         | Argent                     | Bronze                        |
| ------- | -------------------------- | -------------------------- | ----------------------------- |
| 1994    | Karen Kurreck (USA)        | Anne Samplonius (CAN)      | Jeannie Longo (FRA)           |
| 1995    | Jeannie Longo (FRA)        | Clara Hughes (CAN)         | Kathy Watt (AUS)              |
| 1996    | Jeannie Longo (FRA)        | Catherine Marsal (FRA)     | Alessandra Cappellotto (ITA)  |
| 1997    | Jeannie Longo (FRA)        | Zulfiya Zabirova (RUS)     | Judith Arndt (GER)            |
| 1998    | Leontien van Moorsel (NED) | Zulfiya Zabirova (RUS)     | Hanka Kupfernagel (GER)       |
| 1999    | Leontien van Moorsel (NED) | Anna Wilson (AUS)          | Edita Pučinskaitė (LTU)       |
| 2000    | Mari Holden (USA)          | Jeannie Longo (FRA)        | Rasa Polikevičiūtė (LTU)      |
| 2001    | Jeannie Longo (FRA)        | Nicole Brändli (SUI)       | Teodora Ruano (ESP)           |
| 2002    | Zulfiya Zabirova (RUS)     | Nicole Brändli (SUI)       | Karin Thürig (SUI)            |
| 2003    | Joane Somarriba (ESP)      | Judith Arndt (GER)         | Zulfiya Zabirova (RUS)        |
| 2004    | Karin Thürig (SUI)         | Judith Arndt (GER)         | Zulfiya Zabirova (RUS)        |
| 2005    | Karin Thürig (SUI)         | Joane Somarriba (ESP)      | Kristin Armstrong (USA)       |
| 2006    | Kristin Armstrong (USA)    | Karin Thürig (SUI)         | Christine Thorburn (USA)      |
| 2007    | Hanka Kupfernagel (GER)    | Kristin Armstrong (USA)    | Christiane Soeder (AUT)       |
| 2008    | Amber Neben (USA)          | Christiane Soeder (AUT)    | Judith Arndt (GER)            |
| 2009    | Kristin Armstrong (USA)    | Noemi Cantele (ITA)        | Linda Villumsen (DEN)         |
| 2010    | Emma Pooley (GBR)          | Judith Arndt (GER)         | Linda Villumsen (NZL)         |
| 2011    | Judith Arndt (GER)         | Linda Villumsen (NZL)      | Emma Pooley (GBR)             |
| 2012    | Judith Arndt (GER)         | Evelyn Stevens (USA)       | Linda Villumsen (NZL)         |
| 2013    | Ellen van Dijk (NED)       | Linda Villumsen (NZL)      | Carmen Small (USA)            |
| 2014    | Lisa Brennauer (GER)       | Hanna Solovey (UKR)        | Evelyn Stevens (USA)          |
| 2015    | Linda Villumsen (NZL)      | Anna van der Breggen (NED) | Lisa Brennauer (GER)          |
| 2016    | Amber Neben (USA)          | Ellen van Dijk (NED)       | Katrin Garfoot (AUS)          |
| 2017    | Annemiek van Vleuten (NED) | Anna van der Breggen (NED) | Katrin Garfoot (AUS)          |
| 2018    | Annemiek van Vleuten (NED) | Anna van der Breggen (NED) | Ellen van Dijk (NED)          |
| 2019    | Chloé Dygert (USA)         | Anna van der Breggen (NED) | Annemiek van Vleuten (NED)    |
| 2020    | Anna van der Breggen (NED) | Marlen Reusser (SUI)       | Ellen van Dijk (NED)          |
| 2021    | Ellen van Dijk (NED)       | Marlen Reusser (SUI)       | Annemiek van Vleuten (NED)    |
| 2022    | Ellen van Dijk (NED)       | Grace Brown (AUS)          | Marlen Reusser (SUI)          |
| 2023    | Chloé Dygert (USA)         | Grace Brown (AUS)          | Christina Schweinberger (AUT) |
| 2024    | Grace Brown (AUS)          | Demi Vollering (NED)       | Chloé Dygert (USA)            |

## Statistiques

### Par coureuses

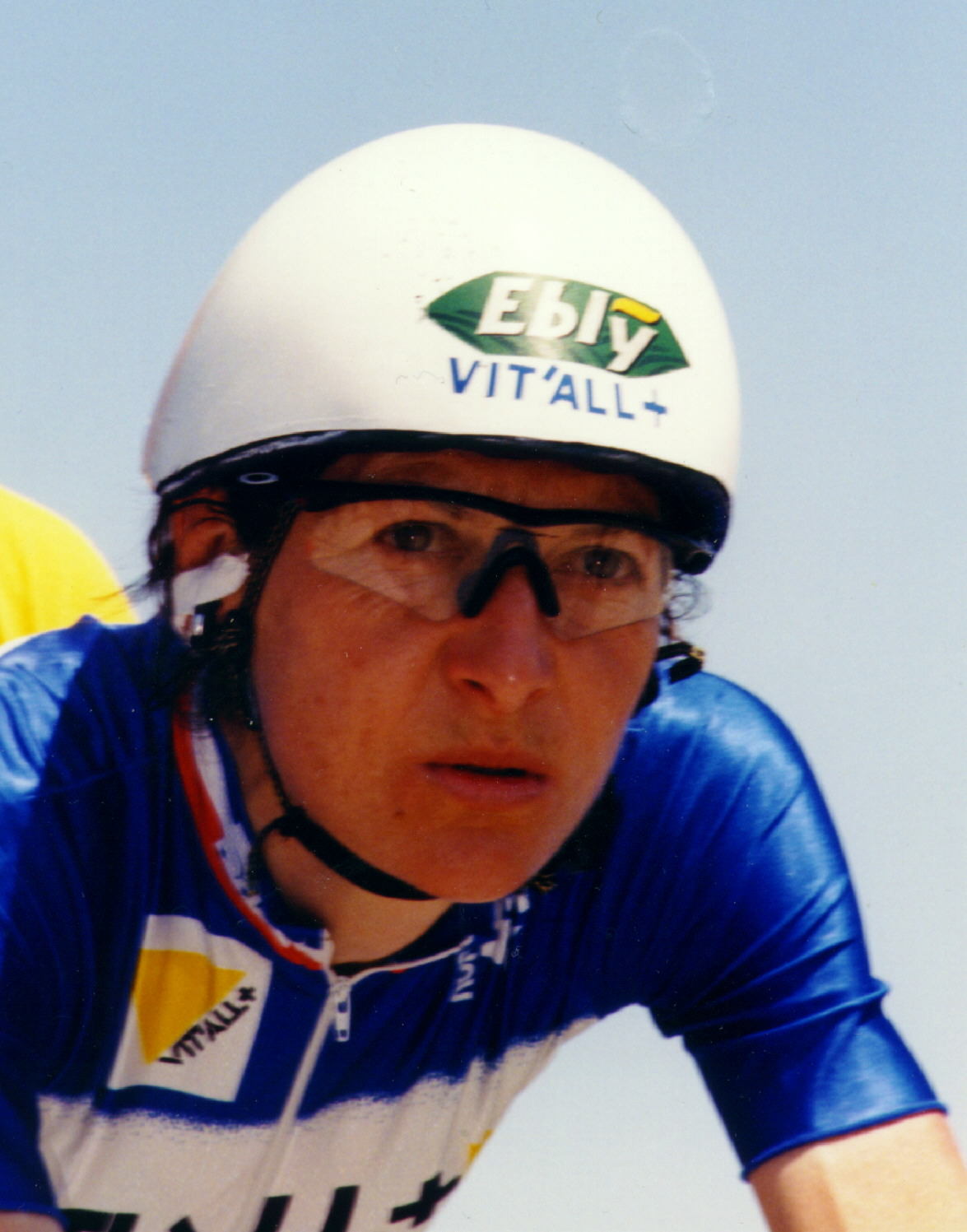
Jeannie Longo (ici en juin 2011) est la coureuse la plus titrée de la discipline.

| #  | Coureuse             | Pays       | Médaille d'or, Coupe du Monde | Médaille d'argent, Coupe du Monde | Médaille de bronze, Coupe du Monde | Total |
| -- | -------------------- | ---------- | ----------------------------- | --------------------------------- | ---------------------------------- | ----- |
| 1  | Jeannie Longo        | France     | 4                             | 1                                 | 1                                  | 6     |
| 2  | Ellen van Dijk       | Pays-Bas   | 3                             | 1                                 | 2                                  | 6     |
| 3  | Judith Arndt         | Allemagne  | 2                             | 3                                 | 1                                  | 6     |
| 4  | Kristin Armstrong    | États-Unis | 2                             | 1                                 | 1                                  | 4     |
| 4  | Karin Thürig         | Suisse     | 2                             | 1                                 | 1                                  | 4     |
| 6  | Annemiek van Vleuten | Pays-Bas   | 2                             | 0                                 | 2                                  | 4     |
| 7  | Chloé Dygert         | États-Unis | 2                             | 0                                 | 1                                  | 3     |
| 8  | Amber Neben          | États-Unis | 2                             | 0                                 | 0                                  | 2     |
| 8  | Leontien van Moorsel | Pays-Bas   | 2                             | 0                                 | 0                                  | 2     |
| 10 | Anna van der Breggen | Pays-Bas   | 1                             | 4                                 | 0                                  | 5     |

### Tableau des médailles
| Rang  | Nation           | Or | Argent | Bronze | Total |
| ----- | ---------------- | -- | ------ | ------ | ----- |
| 1     | Pays-Bas         | 8  | 6      | 4      | 18    |
| 2     | États-Unis       | 8  | 2      | 5      | 15    |
| 3     | Allemagne        | 4  | 3      | 4      | 11    |
| 4     | France           | 4  | 2      | 1      | 7     |
| 5     | Suisse           | 2  | 5      | 2      | 9     |
| 6     | Australie        | 1  | 3      | 3      | 7     |
| 7     | Nouvelle-Zélande | 1  | 2      | 2      | 5     |
| 7     | Russie           | 1  | 2      | 2      | 5     |
| 9     | Espagne          | 1  | 1      | 1      | 3     |
| 10    | Grande-Bretagne  | 1  | 0      | 1      | 2     |
| 11    | Canada           | 0  | 2      | 0      | 2     |
| 12    | Autriche         | 0  | 1      | 2      | 3     |
| 13    | Italie           | 0  | 1      | 1      | 2     |
| 14    | Ukraine          | 0  | 1      | 0      | 1     |
| 15    | Lituanie         | 0  | 0      | 2      | 2     |
| 16    | Danemark         | 0  | 0      | 1      | 1     |
| Total | Total            | 31 | 31     | 31     | 93    |